# Chris Gratton
Christopher A. Gratton, född 5 juli 1975 i Brantford, Ontario, är en kanadensisk före detta professionell ishockeyspelare som spelade över 15 säsonger i NHL för klubbarna Tampa Bay Lightning, Philadelphia Flyers, Buffalo Sabres, Phoenix Coyotes, Colorado Avalanche, Florida Panthers och Columbus Blue Jackets. Han valdes som tredje spelare totalt i 1993 års NHL-draft av Tampa Bay Ligtning.
Gratton inledde sin professionella ishockeykarriär i Tampa Bay Ligtning säsongen 1993–94. Efter fyra säsonger i klubben valde han att skriva på för Philadelphia Flyers, där han under sitt första år svarade för sammanlagt 62 poäng. Gratton återvände till Tampa efter bara en säsong i Flyers. Gratton var lagkapten i Tampa under säsongen 1999–00 fram tills i mars 2000, då han blev bortbytt till Buffalo Sabres. Han spelade sammanlagt 244 matcher i Buffalo och noterades för 131 poäng.
I mars 2003 blev han bortbytt till Phoenix Coyotes. Ett år senare, den 9 mars 2004, bytte Phoenix bort Gratton och Ossi Väänänen till Colorado Avalanche i utbyte mot Derek Morris och Keith Ballard.
Efter NHL-strejken 2004–05 undertecknade Gratton ett ettårskontrakt med Florida Panthers. Han förlängde kontraktet till ytterligare två år i mars 2006. I Florida blev det sammanlagt 74 poäng fördelat på två säsonger. Inför säsongen 2007–08 återvände Gratton till Tampa Bay där hans karriär en gång tagit sin början. Gratton avslutade hockeykarriären i Columbus Blue Jackets, där han bara spelade sex matcher.

## Statistik

### Klubbkarriär
| 1991–92 | Kingston Frontenacs   | OHL | 62   | 27  | 39  | 66  | 37   | —  | —  | —  | —  | —  |
| 1992–93 | Kingston Frontenacs   | OHL | 58   | 55  | 54  | 109 | 125  | 16 | 11 | 18 | 29 | 42 |
| 1993–94 | Tampa Bay Lightning   | NHL | 84   | 13  | 29  | 42  | 123  | —  | —  | —  | —  | —  |
| 1994–95 | Tampa Bay Lightning   | NHL | 46   | 7   | 20  | 27  | 89   | —  | —  | —  | —  | —  |
| 1995–96 | Tampa Bay Lightning   | NHL | 82   | 17  | 21  | 38  | 105  | 6  | 0  | 2  | 2  | 27 |
| 1996–97 | Tampa Bay Lightning   | NHL | 82   | 30  | 32  | 62  | 201  | —  | —  | —  | —  | —  |
| 1997–98 | Philadelphia Flyers   | NHL | 82   | 22  | 40  | 62  | 159  | 5  | 2  | 0  | 2  | 10 |
| 1998–99 | Philadelphia Flyers   | NHL | 26   | 1   | 7   | 8   | 41   | —  | —  | —  | —  | —  |
| 1998–99 | Tampa Bay Lightning   | NHL | 52   | 7   | 19  | 26  | 102  | —  | —  | —  | —  | —  |
| 1999–00 | Tampa Bay Lightning   | NHL | 58   | 14  | 27  | 41  | 121  | —  | —  | —  | —  | —  |
| 1999–00 | Buffalo Sabres        | NHL | 14   | 1   | 7   | 8   | 15   | 5  | 0  | 1  | 1  | 4  |
| 2000–01 | Buffalo Sabres        | NHL | 82   | 19  | 21  | 40  | 102  | 13 | 6  | 4  | 10 | 14 |
| 2001–02 | Buffalo Sabres        | NHL | 82   | 15  | 24  | 39  | 75   | —  | —  | —  | —  | —  |
| 2002–03 | Buffalo Sabres        | NHL | 66   | 15  | 29  | 44  | 86   | —  | —  | —  | —  | —  |
| 2002–03 | Phoenix Coyotes       | NHL | 14   | 0   | 1   | 1   | 21   | —  | —  | —  | —  | —  |
| 2003–04 | Phoenix Coyotes       | NHL | 68   | 11  | 18  | 29  | 93   | —  | —  | —  | —  | —  |
| 2003–04 | Colorado Avalanche    | NHL | 13   | 2   | 1   | 3   | 18   | 11 | 0  | 0  | 0  | 27 |
| 2005–06 | Florida Panthers      | NHL | 76   | 17  | 22  | 39  | 104  | —  | —  | —  | —  | —  |
| 2006–07 | Florida Panthers      | NHL | 81   | 13  | 22  | 35  | 94   | —  | —  | —  | —  | —  |
| 2007–08 | Tampa Bay Lightning   | NHL | 60   | 10  | 11  | 21  | 77   | —  | —  | —  | —  | —  |
| 2008–09 | Tampa Bay Lightning   | NHL | 18   | 0   | 2   | 2   | 10   | —  | —  | —  | —  | —  |
| 2008–09 | Norfolk Admirals      | AHL | 24   | 3   | 12  | 15  | 8    | —  | —  | —  | —  | —  |
| 2008–09 | Columbus Blue Jackets | NHL | 6    | 0   | 1   | 1   | 2    | —  | —  | —  | —  | —  |
|         | NHL totalt            |     | 1092 | 214 | 354 | 568 | 1638 | 40 | 8  | 7  | 15 | 82 |